# Rajd Monte Carlo 1994
Rezultaty Rajdu Monte Carlo (62. Rallye Automobile de Monte-Carlo), eliminacji Rajdowych Mistrzostw Świata w 1994 roku, który odbył się w dniach 22-27 stycznia. Była to pierwsza runda czempionatu w tamtym roku. 

## Wyniki końcowe rajdu
| Msc.                   | Kierowca               | Pilot                  | Samochód                        | Czas                   | Strata                 | Grupa                  | Punkty                 |
| Klasyfikacja generalna | Klasyfikacja generalna | Klasyfikacja generalna | Klasyfikacja generalna          | Klasyfikacja generalna | Klasyfikacja generalna | Klasyfikacja generalna | Klasyfikacja generalna |
| ---------------------- | ---------------------- | ---------------------- | ------------------------------- | ---------------------- | ---------------------- | ---------------------- | ---------------------- |
| 1.                     | Francois Delecour      | Daniel Grataloup       | Ford Escort RS Cosworth         | 6:12:20                | 0.0                    | A8 M                   | 20                     |
| 2                      | Juha Kankkunen         | Nicky Grist            | Toyota Celica Turbo 4WD (ST185) | 6:13:25                | +1:05                  | A8 M                   | 15                     |
| 3                      | Carlos Sainz           | Luis Moya              | Subaru Impreza 555              | 6:14:07                | +1:47                  | A8 M                   | 12                     |
| 4                      | Massimo Biasion        | Tiziano Siviero        | Ford Escort RS Cosworth         | 6:16:56                | +4:36                  | A8 M                   | 10                     |
| 5                      | Kenneth Eriksson       | Staffan Parmander      | Mitsubishi Lancer Evo I         | 6:19:17                | +6:57                  | A8 M                   | 8                      |
| 6                      | Bruno Thiry            | Stephane Prevot        | Ford Escort RS Cosworth         | 6:19:18                | +6:58                  | A8 M                   | 6                      |
| 7                      | Armin Schwarz          | Klaus Wicha            | Mitsubishi Lancer Evo I         | 6:29:19                | +16:59                 | A8 M                   | 4                      |
| 8                      | Pierre-Manuel Jenot    | Slobodan Milosavljevic | Ford Escort RS Cosworth         | 6:49:16                | +36:56                 | N4                     | 3                      |
| 9                      | Jesús Puras            | Alex Romaní            | Ford Escort RS Cosworth         | 6:54:49                | +41:29                 | N4                     | 2                      |
| 10                     | Colin McRae            | Derek Ringer           | Subaru Impreza 555              | 7:01:30                | +49:10                 | A8 M                   | 1                      |
| PWRC                   |                        |                        |                                 |                        |                        |                        |                        |
| 1 (8)                  | Pierre-Manuel Jenot    | Slobodan Milosavljevic | Ford Escort RS Cosworth         | 6:49:16                | -                      | N4                     |                        |
| 2 (9)                  | Jesús Puras            | Alex Romaní            | Ford Escort RS Cosworth         | 6:54:49                | +5:33                  | N4                     |                        |
| 3 (12)                 | Franck Phillips        | Olivier Peyret         | Ford Escort RS Cosworth         | 7:02:55                | +13:39                 | N4                     |                        |

1. ↑  Litera M przy oznaczeniu grupy do której należy samochód oznacza, iż tylko ci kierowcy zdobywali punkty dla swoich zespołów liczonych w klasyfikacji producentów na koniec sezonu.

## Zwycięzcy odcinków specjalnych[3]
| Dzień        | OS                                       | Nazwa                         | Długość  | Godz. startu      | Zwycięzca         | Pilot                   | Samochód                | Czas  | Lider             |
| Dzień 1 24 I |                                          |                               |          |                   |                   |                         |                         |       |                   |
| ------------ | ---------------------------------------- | ----------------------------- | -------- | ----------------- | ----------------- | ----------------------- | ----------------------- | ----- | ----------------- |
| Dzień 1 24 I | OS1                                      | Pierreville – Antraigues      | 35,97 km | 10:08             | Armin Schwarz     | Klaus Wicha             | Mitsubishi Lancer Evo I | 22:22 | Armin Schwarz     |
| Dzień 1 24 I | OS2                                      | La Souche – Col de la Chavade | 27,19 km | 11:27             | Armin Schwarz     | Klaus Wicha             | Mitsubishi Lancer Evo I | 17:02 | Armin Schwarz     |
| Dzień 1 24 I | OS3                                      | Burzet – St. Martial          | 41,41 km | 12:45             | Didier Auriol     | Bernard Occelli         | Toyota Celica Turbo     | 24:09 | Didier Auriol     |
| Dzień 1 24 I | OS4                                      | Freydaparet – Louveton        | 16,90 km | 14:39             | François Delecour | Daniel Grataloup        | Ford Escort RS Cosworth | 09:46 | Didier Auriol     |
| Dzień 1 24 I | OS5                                      | St. Bonnet le Froid           | 25,74 km | 15:17             | Kenneth Eriksson  | Staffan Parmander       | Mitsubishi Lancer Evo I | 16:20 | François Delecour |
| Dzień 1 24 I | OS6                                      | Lalouvesc – Col du Marchand   | 32,76 km | 16:06             | Armin Schwarz     | Klaus Wicha             | Mitsubishi Lancer Evo I | 20:39 | François Delecour |
| Dzień 2 25 I |                                          |                               |          |                   |                   |                         |                         |       | François Delecour |
| OS7          | St. Jean en Royans – Font d’Urle         | 25,44 km                      | 08:59    | François Delecour | Daniel Grataloup  | Ford Escort RS Cosworth | 13:12                   |       | François Delecour |
| OS8          | Pont en Royans – St. Pierre de Chérennes | 18,79 km                      | 10:17    | François Delecour | Daniel Grataloup  | Ford Escort RS Cosworth | 12:14                   |       | François Delecour |
| OS9          | Le Sappey en Chartreuse – Café Carret    | 43,00 km                      | 12:00    | François Delecour | Daniel Grataloup  | Ford Escort RS Cosworth | 23:17                   |       | François Delecour |
| OS10         | Prabert – Pinet d’Uriage                 | 30,85 km                      | 14:33    | François Delecour | Daniel Grataloup  | Ford Escort RS Cosworth | 16:43                   |       | François Delecour |
| OS11         | St. Barthelemy – St. Michel les Portes   | 36,69 km                      | 15:56    | François Delecour | Daniel Grataloup  | Ford Escort RS Cosworth | 23:07                   |       | François Delecour |
| OS12         | Aspres lés Corps – Chauffayer            | 25,67 km                      | 17:48    | Juha Kankkunen    | Nicky Grist       | Toyota Celica Turbo     | 14:57                   |       | François Delecour |
| Dzień 3 26 I |                                          |                               |          |                   |                   |                         |                         |       | François Delecour |
| OS13         | Col de la Saulce – Rosans                | 31,24 km                      | 06:03    | François Delecour | Daniel Grataloup  | Ford Escort RS Cosworth | 19:43                   |       | François Delecour |
| OS14         | L’Aubergerie – Laborel                   | 26,11 km                      | 06:56    | Armin Schwarz     | Klaus Wicha       | Mitsubishi Lancer Evo I | 18:31                   |       | François Delecour |
| OS15         | Sisteron – Thoard                        | 36,80 km                      | 08:14    | Carlos Sainz      | Luis Moya         | Subaru Impreza 555      | 26:36                   |       | François Delecour |
| OS16         | Malijai – Puimichel                      | 12,32 km                      | 09:27    | Armin Schwarz     | Klaus Wicha       | Mitsubishi Lancer Evo I | 07:44                   |       | François Delecour |
| OS17         | Moulinet – La Bollène Vésubie            | 22,21 km                      | 23:39    | Carlos Sainz      | Luis Moya         | Subaru Impreza 555      | 18:11                   |       | François Delecour |
| Dzień 4 27 I |                                          |                               |          |                   |                   |                         |                         |       | François Delecour |
| OS18         | St. Sauveur – Beuil                      | 22,15 km                      | 00:41    | Juha Kankkunen    | Nicky Grist       | Toyota Celica Turbo     | 14:11                   |       | François Delecour |
| OS19         | Pont des Miolans – St. Auban             | 24,03 km                      | 02:06    | Armin Schwarz     | Klaus Wicha       | Mitsubishi Lancer Evo I | 14:11                   |       | François Delecour |
| OS20         | Chaudon-Norante – Digne                  | 19,60 km                      | 04:04    | Carlos Sainz      | Luis Moya         | Subaru Impreza 555      | 13:41                   |       | François Delecour |
| OS21         | Clumanc – Lambruisse                     | 14,94 km                      | 05:40    | Armin Schwarz     | Klaus Wicha       | Mitsubishi Lancer Evo I | 10:05                   |       | François Delecour |
| OS22         | Pont de Villaron                         | 18,62 km                      | 06:10    | Armin Schwarz     | Klaus Wicha       | Mitsubishi Lancer Evo I | 11:26                   |       | François Delecour |

## Klasyfikacja po 1 rundzie
Tabele przedstawiają tylko pięć pierwszych miejsc.

### Kierowcy
| Lp. | Kierowca          | Pkt |
| --- | ----------------- | --- |
| 1   | Francois Delecour | 20  |
| 2   | Juha Kankkunen    | 15  |
| 3   | Carlos Sainz      | 12  |
| 4   | Massimo Biasion   | 10  |
| 5   | Kenneth Eriksson  | 8   |

### Producenci
| Lp. | Producent  | Pkt |
| --- | ---------- | --- |
| 1   | Ford       | 20  |
| 2   | Toyota     | 17  |
| 3   | Subaru     | 14  |
| 4   | Mitsubishi | 10  |